# The Rodings
The Rodings er en gruppe på otte landsbyer, der ligger ved den øvre del af floden Roding og i den vestlige del af Essex, England, og det er den største gruppe i byer, der har et fælles navn. The Rodings ligger ikke i ét distrikt i countiet; de ligger omkring trepunktet mellem Chelmsford, Uttlesford og Epping Forest. An alternative arcane name, linked to the Middle English Essex dialect, was The Roothings.
The Rodings er resterne af en angelsaksiske samfund kaldet Hroðingas, der blev ledet af Hroða. Han sejlede op af Themsen og langs bifloderne og bosatte sig i området i 500-tallet. TDette var en af stammeområderne, der blev absorberet ind i Kongeriget Essex. Både floden Roding og landsbyerne har deres navn fra Hroða.

## Roding names
- Abbess Roding
- Aythorpe Roding
- Beauchamp Roding (udtalt Beecham Roding)
- Berners Roding
- High Roding
- Leaden Roding
- Margaret Roding
- White Roding
- Morell Roding (tidligere centreret på Cammas Hall, bosættelse blev absorberet af White Roding; og findes ikke som et selvstændigt område længere, men er et område i White Roding[5][6][7])